# Dimethylsulfid
Dimethylsulfid (DMS) je organická sloučenina se vzorcem (CH3)2S, jedná se o nejjednodušší thioether. Je to hořlavá těkavá kapalina s teplotou varu 37 °C a charakteristickým nepříjemným zápachem. Je složkou zápachu vznikajícího při vaření některé zeleniny a obilnin, například kukuřice, zelí a červené řepy. Také je indikátorem bakteriální kontaminace při výrobě sladu. Jedná se o produkt rozkladu dimethylsulfoniopropionátu (DMSP) a také metabolismu methanthiolu u bakterií.

## Výskyt
DMS vzniká v přírodě hlavně z DMSP, který je významným metabolitem u některých mořských řas. DMS je množstvím nejvýznamnější sirnou biomolekulou vypouštěnou do atmosféry Země. Dalším významným přírodním zdrojem DMS je fytoplankton. DMS také přirozeně vzniká bakteriální přeměnou dimethylsulfoxidu (DMSO)
DMS se v atmosféře oxiduje za vzniku různých produktů, jako například oxidu siřičitého, dimethylsulfoxidu, methylsulfonylmethanu, kyseliny methansulfonové a kyseliny sírové. Kyselina sírová může tvořit aerosoly, které slouží jako kondenzační jádra. Díky tomuto působení může mít značná tvorba DMS nad oceány vliv na podnebí. Dimethylsulfid je také vytvářen mořským fytoplanktonem a při bakteriálním štěpení mimobuněčného DMSP. DMS je často nazýván „zápach moře“, i když by bylo přesnější jej nazývat složkou zápachu moře; další jeho složky jsou deriváty DMS jako například oxidy, a další látky.
U zdravých lidí se dimethylsulfid vyskytuje ve velmi malých koncentracích, například <7 nmol/l v krvi, <3 nmol/l v moči a 0,13–0,65 nmol/l ve vydechovaném vzduchu.

## Výroba
Dimethylsulfid se průmyslově vyrábí reakcí sulfanu s přebytkem methanolu za přítomnosti oxidu hlinitého jako katalyzátoru.

## Použití v průmyslu
Dimethylsulfid se používá při rafinaci ropy, i když jsou upřednostňovány jiné disulfidy a polysulfidy, a také jako presulfidační činidlo ovlivňující tvorbu koksu a oxidu uhelnatého při výrobě ethylenu. DMS se také využívá v mnoha organických reakcích, například jako redukční činidlo při ozonolýze. Rovněž jej lze použít jako složku potravinářských aromat. Dá se též zoxidovat na dimethylsulfoxid (DMSO), ktertý je důležitým průmyslovým rozpouštědlem.

## Ostatní použití
DMS nalézá využití jako přemístitelný ligand v chlor(dimethylsulfid)zlatném kationtu a dalších koordinačních sloučeninách. Také se používá v ozonolýze alkenů, kde redukuje meziprodukt trioxolan a oxiduje se na DMSO:
alken + ozon + DMS → aldehyd(1) + aldehyd(2) + DMSO

## Bezpečnost
Dimethylsulfid je vysoce hořlavý a dráždivý pro oči a kůži. Je zdraví škodlivý při polknutí a má nepříjemný zápach i při velmi nízkých koncentracích. Jeho teplota vznícení je 205 °C.